# 5-ös villamos (Szeged)
A szegedi 5-ös jelzésű villamos a Széchenyi tér és a Gyermekkórház között közlekedett. A viszonylatot a Szegedi Közlekedési Társaság üzemeltette.

## Története
Az újszegedi villamospálya többféle viszonylat része volt. 1909 és 1913 között a Széchenyi tér és az Erzsébet liget, 1913 és 1919 között a Belvárosi temető–Erzsébet liget között létezett egy viszonylat. 1919-ben az újszegedi szakaszt elbontották. 1949-re az újszegedi pályaszakasz újra megépült, de a korábbiaktól eltérő útvonalon. 1949 és 1969 között az 5-ös villamos a Széchenyi tér és az Újszeged pu. (gyermekkórház) között járt.

### Az újszegedi vonal 1909 és 1919 között
Az 1900-as évek elején a szegedi villamoshálózat terveiben szerepelt egy újszegedi vonal is. Az újszegedi villamospályát 1909. július 1-jén adták át. A pálya a Belvárosi hídon kétvágányú volt, itt találkoztak a kocsik, amelyek 10 perces követéssel jártak. 1912-ben a város hozzájárult egy vágánykapcsolat építéséhez a Híd utca – Kelemen utca kereszteződésében, amely összekötötte az akkori fővonalat (a mai 1-es és 2-es villamos vonalát) az újszegedi résszel. 1913. június 29-től létrejött a Erzsébet liget – Belvárosi temető viszonylat. A vonal hossza 5181 méter volt.
Ez első világháború végén a Szerb-Horvát-Szlovén Királyság elfoglalta Újszegedet, amely ekkor Torontál vármegyéhez tartozott. Szegedet pedig a francia csapatok szállták meg, a parancsnokuk az hídon lévő villamospálya elbontásáról rendelkezett. 1919. november 17-től az újszegedi részen megszűnt a forgalom, a villamosok a Belvárosi temető és a Széchenyi tér között jártak. Az 1920-as években a város nem engedte meg a pálya újraépítését a híd megerősítése nélkül, ezt követően az Erzsébet ligetben megmaradt részt is felszedték.

### Az 5-ös villamos 1948 és 1969 között

Szeged villamosvonalai 1950-ben. A térképen az 5-ös nyomvonala zölddel jelölve.

A második világháborúban, 1944-ben a Belvárosi hidat a német csapatok felrobbantották. 1948-ban az újszegedi dolgozók részére olcsó közlekedési eszközt is terveztek, a cél az volt, hogy az újjáépítendő hídra villamospálya is épüljön. 1948-ban megépült a Széchenyi tér – Kállay Albert utca (Híd utca) – Belvárosi híd – Népliget között az első szakasz, amelynek a fővonallal (1-es) volt vágánykapcsolata. A hídon egy vágányt építettek, amely a híd közepén volt. Ezt a szakaszt 1948. november 21-én adták át. A második szakasz 1949-ben épült meg, az 1910-es években létezett vonaltól eltérő nyomvonalon. A híd után a Népkert sor – Temesvári körút – Újszeged pu. (gyermekkórház) nyomvonalon épült meg az egyvágányú, kitérős rendszerű pálya. A vonal hossza 2465 méter volt. Az 5-ös villamos a Széchenyi tér és az Újszeged pu. (gyermekkórház) között közlekedett, 12 percenként. 1949-ben a Vörösmarty utcai szakaszhoz (az akkori 4-es vonalhoz) is vágánykapcsolat épült, a Széchenyi téren egy háromvágányos központi megálló jött létre.
1951. február 19-től a 4-es és az 5-ös járatot összevonták, a villamosok 4-es jelzéssel a Fodortelep és Újszeged között jártak, 12 percenként. Majdnem egy évvel később, 1952. február 5-től azonban visszaállt az eredeti rend, mert a 4-esek a kitérőben zavarták az 1-es villamosok forgalmát. A két viszonylatot kettébontották, az 5-ös újra a Széchenyi tér – Újszeged pu. között járt. Az 1960-as években a megnövekedett forgalom miatt 5A jelzéssel betétjárat is közlekedett a Széchenyi tér és a Liget kitérő között. Az 1960-as évek végén a Belvárosi híddal műszaki problémák voltak, fel kellett újítani. Az ekkoriban épülő Odessza lakótelepre tartó panelszállító járművek a híd közepén haladó villamosokkal érintkeztek, a közúton szélesebb járművek is megjelentek. A Városi Tanács Végrehajtó Bizottsága 1968. június 4-én döntött a vonal megszüntetéséről, amelyet fejleszthetetlennek és a teljesítőképesség határán lévőnek nevezett. A forgalmat az 1969. január 31-i üzemzárással beszüntették, a nagy lakossági tiltakozás ellenére.

### A megszüntetés után
A 10. számú Autóközlekedési Vállalat (mai Tisza Volán) 6-os jelzéssel autóbuszjáratot indított a megszűnő villamosjárat helyett, amely azonban az utasoknak kétszer olyan drága volt, a viteldíj 2 forint volt. 1969-ben az Újszeged gyermekkórház és a Liget kitérő között, 1971-ben pedig a Liget kitérő és a Híd utca közötti nyomvonalon lévő síneket felszedték.
1979. április 29-én 5-ös jelzéssel trolibuszjárat indult a Bartók tér és a Gyermekkórház között, Újszegeden a villamosétól eltérő, a híd után a Vedres utca – Csanádi utca útvonalon. Ez volt Szeged első trolijárata. Az 5-ös számot az Újszegedre közlekedő 5-ös villamos emlékére kapta.

## Megállóhelyei
| Dátum           | Viszonylat                                   | Megállóhelyek |
| Újszegedi vonal | Újszegedi vonal                              | Újszegedi vonal |
| --------------- | -------------------------------------------- | --- |
| 1909            | Széchenyi tér – Újszeged                     | Széchenyi tér – Kállay Albert utca (Híd utca) – Tisza-híd jobb hídfője – Tisza-híd bal hídfője – Torontál tér – Újszegedi Vigadó – Újszeged |
| 1913            | Újszeged – Zsidó temető bejárat              | Újszeged végállomás – Újszegedi Vigadó – Torontál tér – Tisza-híd bal hídfője – Tisza-híd jobb hídfője – Kállay Albert utca (Híd utca) – Aradi utca – Kölcsey utca 5. sz. – Somogyi utca – Dugonics tér – Kálvária utca – Londoni körút – Kórház utca – Honvéd kórház főbejárata – Fertőtlenítő telep főbejárata – Kálvária-vám kitérő (ma: Vadaspark) – Keramit gyár – Katholikus temető főbejárat – Zsidó temető bejárat |
| 5-ös villamos   |                                              | |
| 1949            | Széchenyi tér – Újszeged pu. (gyermekkórház) | Széchenyi tér – Kállay Albert utca (Híd utca) – Liget kitérő – Védőnőképző – Főfasor – Kertészet (Székely sor) – Újszeged pu. (gyermekkórház) |